# Kapelle Steinperf

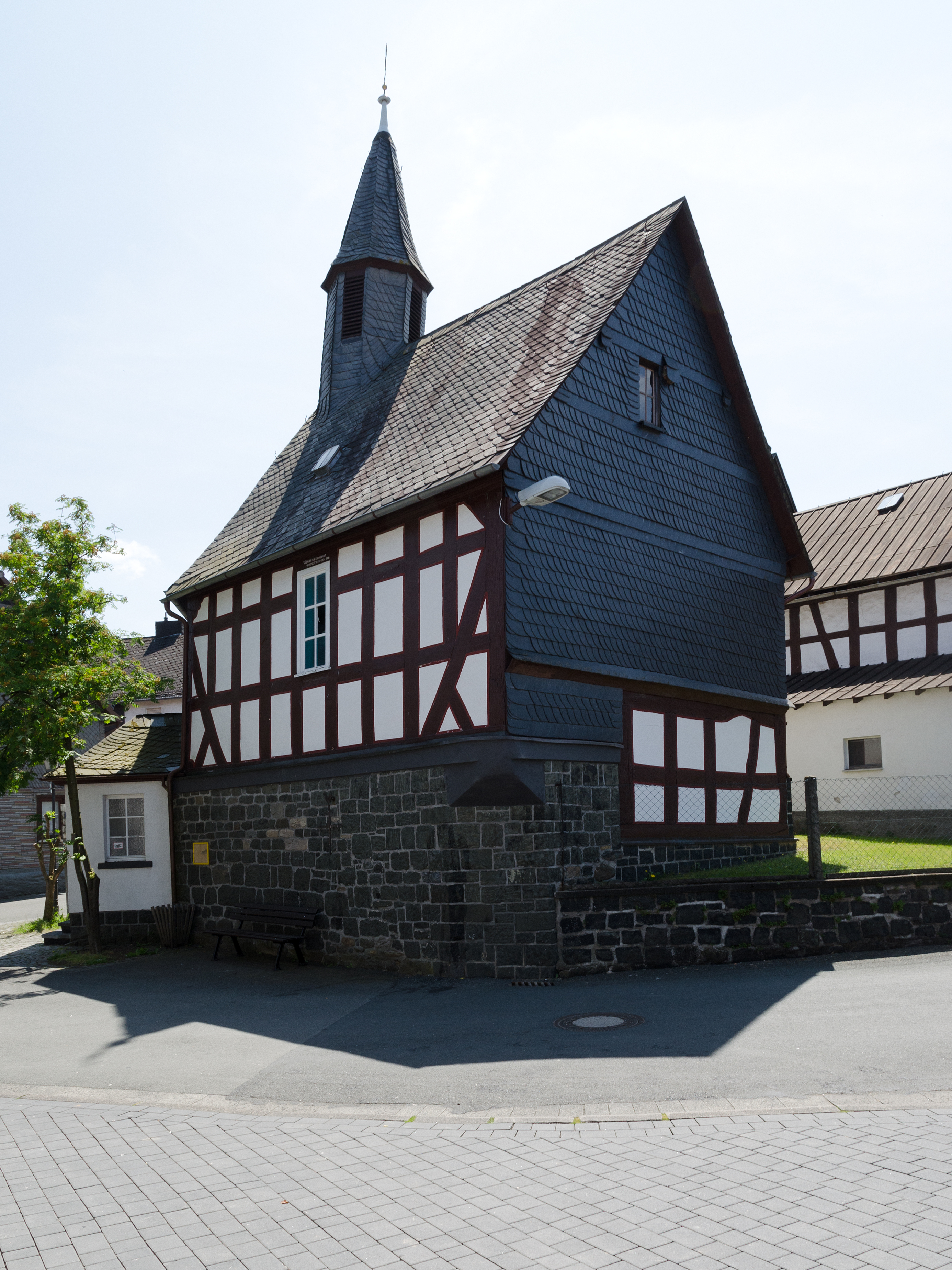
Kapelle Steinperf

Die Evangelische Kapelle Steinperf ist ein denkmalgeschütztes Kirchengebäude in Steinperf im Hessischen Hinterland. Die Kirche gehört zur Kirchengemeinde Obereisenhausen im Dekanat Biedenkopf-Gladenbach in der Propstei Nord-Nassau der Evangelischen Kirche in Hessen und Nassau.

## Beschreibung
Die Fachwerkkirche wurde zwischen 1670 und 1687 in Ständerbauweise erbaut. Aus dem Satteldach des Kirchenschiffs erhebt sich über dem Chor, der einen dreiseitigen Schluss hat, ein achteckiger, schiefergedeckter Dachreiter, der mit einem spitzen Helm bedeckt ist. 
Der Innenraum ist mit einer Flachdecke überspannt, die in der Mitte von einer Stütze getragen wird.